# Ponte Ferroviária de Magra
A Ponte Ferroviária de Magra foi uma infraestrutura ferroviária da Linha do Sul, situada na Freguesia de Luzianes-Gare, no Concelho de Odemira, em Portugal.

## História
Esta ponte situava-se no troço entre Amoreiras-Odemira e Faro da Linha do Sul, que foi inaugurado em 1 de Julho de 1889.
Esta ponte foi uma das contempladas pelo programa de melhoramentos levado a cabo pela Companhia dos Caminhos de Ferro Portugueses, entre 1931 e 1932.
Em Julho de 1938, o Ministério das Obras Públicas e Comunicações aprovou um projecto da Direcção Geral de Caminhos de Ferro para uma variante entre os PKs 237,635.58 e 238,294.72 da Linha do Sul, de forma a substituir esta ponte. O concurso foi levado a cabo pela Direcção Geral, em 5 de Agosto do mesmo ano.